# AFC Chindia Târgoviște
El AFC Chindia Târgoviște es un club de fútbol rumano de la ciudad de Târgoviște, fundado en 1950. El equipo disputa sus partidos como local en el Stadionul Eugen Popescu y juega en la Liga II. El presidente de honor y fundador del club es el exfutbolista internacional Gică Popescu.

## Palmarés
- Liga II (1): 2018-19
- Liga III (2): 2010-11, 2014-15